# Xenoturbella
Xenoturbella — рід морських червоподібних тварин, що виділяється в монотипову родину Xenoturbellidae і підтип ксенотурбеллід (Xenoturbellida) з типу Xenacoelomorpha. Включає 6 видів, які трапляються у водах Атлантичного і Тихого океанів. Для Xenoturbella характерна надзвичайно проста будова: у них немає централізованої нервової системи, ануса, нирок і кровоносної системи. Еволюційне походження роду Xenoturbella незрозуміле, і щодо нього існує кілька гіпотез.

## Види
Рід включає 6 видів:
- Xenoturbella bocki Westblad, 1949
- Xenoturbella churro Rouse, Wilson, Carvajal & Vrijenhoek, 2016
- Xenoturbella hollandorum Rouse, Wilson, Carvajal & Vrijenhoek, 2016
- Xenoturbella japonica Nakano et al. 2018
- Xenoturbella monstrosa Rouse, Wilson, Carvajal & Vrijenhoek, 2016
- Xenoturbella profunda Rouse, Wilson, Carvajal & Vrijenhoek, 2016

Раніше описаний вид Xenoturbella westbladi Israelsson, 1999 вважається молодшим синонімом Xenoturbella bocki Westblad, 1949.